# Ярыгин, Иван Сергеевич
Ива́н Серге́евич Яры́гин (7 ноября 1948, Камзас, Кемеровская область — 11 октября 1997, Нефтекумск, Ставропольский край) — советский борец вольного стиля, двукратный чемпион СССР (1970, 1973), трёхкратный чемпион Европы (1972, 1975, 1976), чемпион мира (1973), двукратный чемпион Олимпийских игр (1972, 1976). Заслуженный мастер спорта СССР (1972), заслуженный тренер СССР (1982), судья международной категории. Сначала капитан и комсорг сборной СССР по вольной борьбе, а затем тренер (1980) и главный тренер сборной СССР (1982—1991) и Объединённой команды (1992) по вольной борьбе. Президент Федерации спортивной борьбы России (1993—1997). Кавалер Ордена Ленина (1976). 

## Биография
Родился 7 ноября 1948 года в селе Усть-Камзас Кемеровской области, в многодетной семье кузнеца. В 1953 году вместе с родителями переехал в посёлок Усть-Уюк Пий-Хемского района Тувы, где пошёл в школу. В Туве Ярыгины прожили восемь лет, после чего перебрались в посёлок Сизая Красноярского края.
В детстве Иван увлекался футболом, играл на позиции вратаря. После школы поехал в Абакан учиться на шофёра, после работы играл в футбол за местный мясокомбинат, куда он устроился на подработку. Высокого, атлетически сложенного вратаря, во время одной из игр, заметил руководитель местной секции вольной борьбы тренер В. И. Чарков и уговорил его попробовать свои силы на борцовском ковре.
Когда в 1966 году Ярыгин достиг призывного возраста, он переехал в Красноярск, где начал тренироваться у Д. Г. Миндиашвили, который на тот момент уже имел опыт подготовки борцов высокого класса. Миндиашвили договорился с местным военкоматом о том, что перспективного атлета оставят служить в Красноярске, и он получит возможность тренироваться под его руководством. Во время службы в Красноярском радиотехническом училище противовоздушной обороны выиграл первенство Вооружённых Сил СССР по самбо, став мастером спорта в этом виде борьбы. По окончании службы всецело сосредоточился на вольной борьбе и довольно быстро вошёл в число сильнейших атлетов в этом виде спорта.
В 1968 году выиграл молодёжные первенства РСФСР, а потом и СССР по вольной борьбе. При подготовке к чемпионату СССР 1970 года тренировался под руководством Владимира Гусева и Александра Охапкина.
В 1970 году стал призёром чемпионата РСФСР и чемпионом СССР.
В 1971 году на Спартакиаде народов СССР проиграл киевлянину Владимиру Гулюткину. Однако, в следующем году блестяще выиграл чемпионат Европы в Катовице и вновь стал кандидатом в олимпийскую сборную. В итоге, на Олимпийские игры в Мюнхен было решено послать именно Ярыгина, так как, по мнению тренерского совета, на тот момент он находился в лучшей физической форме.
На Олимпийских играх в Мюнхене в 1972 году Иван Ярыгин установил рекорд, который не побит до сих пор : затратил на все свои победные схватки 8 минут 40 секунд, уложив всех соперников на лопатки. Так же досрочно закончил все поединки на чемпионате Европы 1972 года в Катовице, и на чемпионате мира 1973 года в Тегеране. Таким образом, Ярыгин — единственный в истории вольной борьбы спортсмен, сумевший положить всех без исключения соперников на лопатки на трёх самых престижных соревнованиях: Олимпийских играх, чемпионате мира и чемпионате Европы.
Однако, после этой серии побед у Ярыгина наступил спад, он проиграл несколько крупных соревнований, после чего принял решение навсегда оставить большой спорт и уехал на родину в село Сизая, где устроился на работу лесорубом. Жизнь в тайге, тяжёлая физическая работа на свежем воздухе вернула Ивану Ярыгину уверенность в своих силах. Его возвращение было триумфальным. В 1974 году, на первом абсолютном чемпионате СССР по вольной борьбе, собравшем сильнейших атлетов страны, Ярыгин с лёгкостью расправился со всеми соперниками, многие из которых были крупнее и тяжелее его.
В июле 1976 года на Олимпийских играх в Монреале завоевал свою вторую золотую олимпийскую медаль. При этом, накануне соревнований он получил серьёзную травму — сломал два ребра, однако, скрыл этот факт от врачей и тренера, и превозмогая боль выиграл вторую Олимпиаду. Ему была доверена высокая честь нести флаг сборной команды СССР на закрытии Олимпиады.
За мощный, агрессивный стиль борьбы получил прозвище «Иван Грозный». Коронным приёмом борца являлась передняя подножка захватом плеча снизу и руки.
В 1980 году завершил спортивную карьеру. В дальнейшем был главным тренером сборной СССР (1982—1991) и Объединённой команды (1992) по вольной борьбе.
С 1993 по 1997 год — президент Федерации спортивной борьбы России, член бюро Международной федерации объединённых стилей борьбы. Почётный гражданин Красноярска (1980) и Шушенского района. Кавалер Золотого знака ФИЛА.

## Гибель
Погиб 11 октября 1997 года в автомобильной катастрофе на автостраде Махачкала — Кисловодск в Ставропольском крае, недалеко от города Нефтекумска. Ярыгин ехал на турнир памяти Али Алиева, вместе с ним в автомобиле BMW-735 находились директор кисловодской учебно-спортивной базы олимпийского резерва Изамутдин Кадыров и двое его сыновей – 22-летний Максуд (водитель) и 14-летний Расул. В 22:58 иномарка потеряла управление, вылетела на встречную полосу и врезалась в припаркованный на обочине грузовик «ЗИЛ-4331» с шестью тоннами муки. В момент столкновения скорость составляла 140 км/ч.
От сильного удара 14-летний Расул Кадыров скончался на месте, а его отец и брат были в коме, но выжили. Сидевший рядом с водителем Иван Ярыгин получил тяжелейшую черепно-мозговую травму. Его доставили в реанимацию городской больницы Нефтекумска, где он умер через полчаса.
Похоронен на Троекуровском кладбище в Москве.

## Семья
Супруга — Наталья Алексеевна Ярыгина (род. 1954), уроженка Башкортостана. Первый вице-президент Федерации спортивной борьбы России, вице-президент Объединенного мира борьбы. Познакомилась с Иваном в 16 лет, когда приехала к сестре в Красноярск.
Дочь — Анна Ярыгина-Локтева (род. 1971), генеральный директор попечительского совета Благотворительного фонда поддержки спорта имени Ивана Ярыгина. Кандидат в мастера спорта по спортивной гимнастике. Муж — Дмитрий.
Сын — Сергей Ярыгин (род. 1973), работает в фонде имени Ивана Ярыгина. За три месяца до гибели отца попал в тяжёлую автомобильную аварию, но сумел оправиться.
Есть внучка и два внука.

## Титулы и награды
- Заслуженный мастер спорта по вольной борьбе (1972),
- Двукратный олимпийский чемпион (1972, 1976),
- Чемпион мира (1973),
- Пятикратный победитель Кубка мира (1973, 1976, 1977, 1979, 1980),
- Чемпион Европы (1972, 1975, 1976),
- Серебряный призёр чемпиона Европы (1970, 1974),
- Победитель Всемирной Универсиады (1973),
- Чемпионат СССР по вольной борьбе 1970 года — ;
- Чемпионат СССР по вольной борьбе 1972 года — ;
- Чемпионат СССР по вольной борьбе 1973 года — ;
- Вольная борьба на летней Спартакиаде народов СССР 1975 года — ;
- Чемпионат СССР по вольной борьбе 1978 года — ;
- Чемпионат СССР по вольной борьбе 1980 года — ;
- Соревнование на звание абсолютного чемпиона СССР по вольной борьбе 1974 года — [11];
- Кубок СССР по вольной борьбе 1974 года — ;
- Спартакиаде народов СССР 1971 года - 2-е место;
- Кубок РСФСР по вольной борьбе 1970 года — ;
- Мемориал Ивана Колева 1971 года — ;
- Международный турнир в Тбилиси 1971 года — ;
- Международный турнир в Тбилиси 1976 года — ;
- Международный турнир в Тбилиси 1978 года — ;
- Первенство ЦС ДСО «Труд» 1969 года — ;
- Молодёжный чемпионат СССР по вольной борьбе 1968 года — ;
- Первенство Вооружённых сил СССР по самбо 1969 года —

## Память
- Дворец борьбы им. Ивана Ярыгина в Москве на Авиамоторной улицеВ знак особых заслуг перед мировым спортом Международная федерация любительской борьбы (ФИЛА) учредила в 1990 году турнир на призы И. С. Ярыгина. Первый турнир прошёл в Абакане, а остальные проводятся в Красноярске. Международный турнир по вольной борьбе памяти Ивана Ярыгина (Кубок памяти Ивана Ярыгина 2024 и др.) проводится ежегодно в Красноярске во Дворце спорта имени Ивана Ярыгина.
- Именем Ярыгина назван один из самолётов Ту-160 (б/н — 04, Энгельс-2).
- 7 ноября 1998 года на площади Олимпийской деревни в Москве, на улице Удальцова, где проживали и тренировались участники Всемирных юношеских игр, был открыт памятник и мемориальная доска «Олимпийская деревня имени Ивана Ярыгина».
- 27 января 1998 года в Красноярске дворец спорта назван его именем.
- 8 марта 2002 года в Красноярске был открыт памятник Ивану Ярыгину.
- Дорога, пролегающая по Острову Отдыха и соединяющая правобережье Красноярска с Коммунальным мостом, называется «Ярыгинский проезд».
- В 2004 году в Москве на улице Авиамоторная открыт Дворец борьбы им. Ивана Ярыгина.
- В Ставропольском крае на месте гибели спортсмена недалеко от поселка Затеречный Нефтекумского района 6 сентября 2012 года открыт памятник «Ивану Ярыгину — русскому богатырю от дагестанцев»[12].
- Именем Ярыгина названы улицы в Махачкале, Абакане и Саяногорске.
- В Абакане 22 августа 2013 года открыт сквер им. И. Ярыгина с большим фонтаном и бронзовым памятником высотой 4,5 метра.
- В п. Сизая, Шушенского района, Красноярского края 20 августа 1999 года был открыт Музей Ивана Сергеевича Ярыгина.
- В Красноярске,  правобережная набережная названа именем Ивана Ярыгина - Ярыгинская набережная.
- В г. Кызыл Республики Тыва спорткомплекс назван в честь Ивана Ярыгина

### Документальные фильмы
- 1976 — «Сибирский богатырь Иван Ярыгин» — документальный фильм (10 мин.), снятый перед Олимпиадой 1976 года в Монреале. Режиссёр Л. Сурин, автор сценария А. Уваров.
- 2001 — «Иван Ярыгин. Воспоминания» — документальный видеофильм (52 мин.) о двукратном Олимпийском чемпионе по вольной борьбе Иване Сергеевиче Ярыгине. Автор сценария, режиссёр и оператор Юрий Елхов. Фонд Ивана Ярыгина (Москва).
- 2006 — «Иван Ярыгин» (из серии «Как уходили кумиры») — документально-публицистический фильм (19:23 мин.) Режиссёры Дмитрий Кужаров, Александр Шляхтин.
- 2018  — Тропа Ивана Ярыгина — документальный фильм. Автор — Дмитрий Голованов